# Bistum Ipiales
Das Bistum Ipiales (lat.: Dioecesis Ipialensis, span.: Diócesis de Ipiales) ist eine in Kolumbien gelegene römisch-katholische Diözese mit Sitz in Ipiales.

## Geschichte
Das Bistum Ipiales wurde am 23. September 1964 durch Papst Paul VI. mit der Päpstlichen Bulle Munus nostrum aus Gebietsabtretungen des Bistums Pasto errichtet. Es wurde dem Erzbistum Popayán als Suffraganbistum unterstellt.

## Bischöfe von Ipiales
- Miguel Ángel Arce Vivas, 1964–1965, dann Erzbischof von Popayán
- Alonso Arteaga Yepes, 1965–1985, dann Bischof von Espinal
- Ramón Mantilla Duarte CSsR, 1985–1987
- Gustavo Martínez Frías, 1987–1999, dann Erzbischof von Nueva Pamplona
- Arturo de Jesús Correa Toro, 2000–2018
- José Saúl Grisales Grisales, seit 2018